# Memória de Minhas Putas Tristes
Memória de Minhas Putas Tristes (Memoria de mis putas tristes) é um romance escrito em 2004 por Gabriel García Márquez e publicado em outubro do mesmo ano nos países de língua espanhola. No Brasil, foi publicado pela Editora Record em 2005, com tradução de Eric Nepomuceno.
O livro narra a história de um velho cronista e crítico musical que, em seu aniversário de noventa anos, pretende presentear a si mesmo com uma noite de amor louco com uma jovem virgem. Porém, ao vê-la dormindo, não tem coragem de acordá-la e se apaixona pela garota. 
A história foi inspirada pelo livro A casa das belas adormecidas do Prêmio Nobel japonês Yasunari Kawabata, conforme atestado por sua epígrafe:
No debía hacer nada de mal gusto, advirtió al anciano Eguchi
la mujer de la posada. No debía poner el dedo en la boca
de la mujer dormida ni intentar nada parecido.

## Adaptação cinematográfica
O filme Memória de Minhas Putas Tristes foi gravado na cidade de São Francisco de Campeche no México, em formato de 35 milímetros e tem duração de 92 minutos. Sob a direção do dinamarquês Henning Carlsen e roteirizado por Jean-Claude Carrière, foi estrelado por Emilio Echevarría, Olivia Molina, Ángela Molina e Geraldine Chaplin. O filme recebeu o Prêmio Especial do Júri Jovem no Festival de Cinema Espanhol de Málaga. Sua estreia ocorreu em 27 de abril de 2012, na 15ª edição do festival de Málaga, onde foi um dos candidatos a receber o Biznaga de Oro e onde ela finalmente ganhou o prêmio especial do júri jovem de melhor filme. Estreou nos cinemas mexicanos em 12 de outubro de 2012.

### Polêmica
O filme, uma coprodução entre México, Espanha, Dinamarca e Estados Unidos, levantou controvérsias durante suas filmagens devido a seus tópicos, que supostamente promovem o tráfico de crianças e o comércio sexual. A jornalista Lydia Cacho se opôs ao projeto cinematográfico, alegando que, no romance, a intenção falaciosa do ancião em relação à adolescente promove o abuso sexual de menores. Em resposta, a atriz Paola Medina Espinoza (que interpreta Delgadina) disse: 
"Acho que foi uma comunicação ruim. Pessoalmente, tenho muito respeito pelos ativistas, 100%, os admiro muito e me considero parte de sua causa, completamente."
Por sua vez, o diretor defendeu o seguinte: 
"Não há nada que você possa chamar de promoção à pedofilia no filme, é tudo uma história de amor, a história de um velho que quer continuar sentindo e se apaixona. A memória é um filme poético, não uma controvérsia."
O Nobel de Literatura colombiano teria pedido expressamente que esta fosse a última adaptação cinematográfica de um de seus romances.